# Ophrys holoserica
 Ophrys holoserica  (Burm. f.) Greuter es una especie de orquídeas monopodiales y terrestres de la subtribu Orchidinae, familia Orchidaceae. Es la llamada orquídea araña. Especie muy variable que presenta numerosas subespecies y variedades locales. 

## Descripción

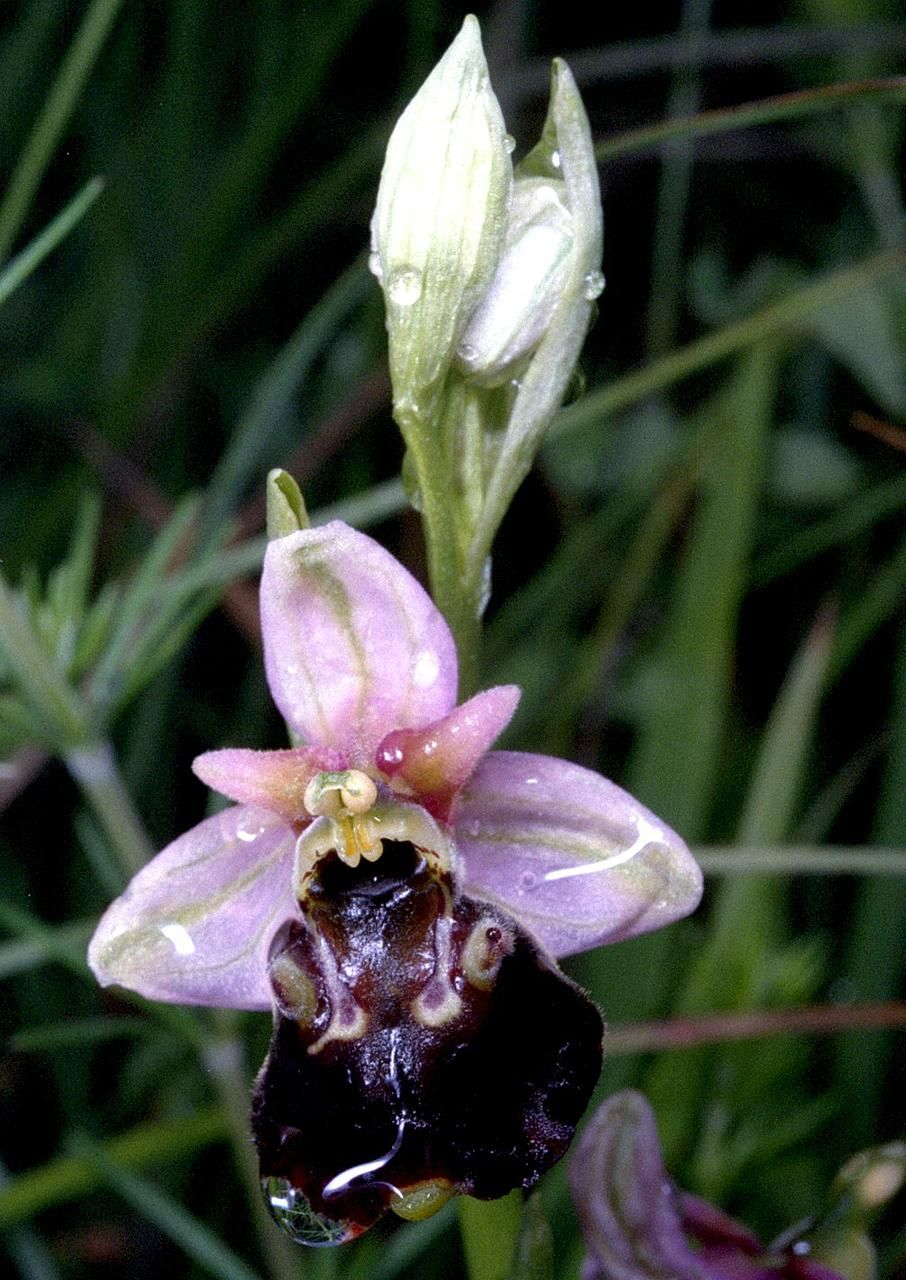
Ophrys holoserica,
de tonos más oscuros, de Saarland (Alemania).

Durante el verano estas orquídeas están durmientes como un bulbo subterráneo tubérculo, que sirve como una reserva de comida. Al final del verano-otoño desarrolla una roseta de hojas. También un nuevo tubérculo empieza a desarrollarse y madura hasta la siguiente primavera, el viejo tubérculo muere lentamente. En la próxima primavera el tallo floral empieza a desarrollarse, y durante la floración las hojas ya comienzan a marchitarse.

La mayoría de las orquídeas Ophrys dependen de un hongo simbionte, debido a esto desarrollan solo un par de pequeñas hojas alternas. No pueden ser trasplantadas debido a esta simbiosis. Las pequeñas hojas basales forman una roseta pegadas a ras de suelo. Son oblongo lanceoladas redondeadas sin identaciones tienen un color verde azulado. Se desarrollan en otoño y pueden sobrevivir las heladas del invierno.

Ophrys holoserica es una orquídeaterrestre que tiene tubérculo subterráneo, globular, y pequeño del cual sale el tallo floral erecto sencillo y sin ramificaciones de unos 40 cm. Las flores poseen un labelo de gran tamaño. El labelo es trapezoide velludo y tiene un color marrón oscuro . El labelo tiene tres lóbulos con los laterales que están vueltos hacia adelante con unos pelos finos y sedosos. El lóbulo intermedio es glabro y más pequeño que los laterales .

Esta variedad tiene los sépalos iguales en tamaño y en consistencia de unos 7 mm de longitud y un color rosado. Los pétalos más internos son bastante más pequeños que los sépalos pero del mismo color rosado o blancos y hacen un gran contraste con los tonos oscuros del labelo. De dos a quince flores se desarrollan en el tallo floral con hojas basales. Las flores son únicas, no solo por su inusual belleza, gradación de color y formas excepcionales, sino también por la ingenuidad con la que atraen a los insectos. Su labelo imita en este caso al abdomen de una araña. Esta especie es muy variable en sus dibujos y gradación de color. Florecen en mayo.

Esta sugestión visual sirve como reclamo íntimo. Esta polinización mímica está acrecentada al producir además la fragancia de la hembra del insecto en celo. Estas feromonas hacen que el insecto se acerque a investigar. Esto ocurre solamente en el periodo determinado en el que los machos están en celo y las hembras no han copulado aún. El insecto está tan excitado que empieza a copular con la flor. Esto se denomina "pseudocopulación", la firmeza, la suavidad, y los pelos aterciopelados del labelo, son los mayores incentivos, para que el insecto se introduzca en la flor. Las polinia se adhieren a la cabeza o al abdomen del insecto. Cuando vuelve a visitar otra flor los polinia golpean el estigma. Los filamentos de los polinia durante el transporte cambian de posición de tal manera que los céreos granos de polen puedan golpear al estigma, tal es el grado de refinamiento de la reproducción. Si los filamentos no toman la nueva posición los polinia podrían no haber fecundado la nueva orquídea.

Cada orquídea tiene su propio insecto polinizador y depende completamente de esta especie polinizadora para su supervivencia. Lo que es más los machos embaucados es probable que no vuelvan o incluso que ignoren plantas de la misma especie. Por todo esto solamente cerca del 10 % de la población de Ophrys llega a ser polinizada. Esto es suficiente para preservar la población de Ophrys, si se tienen en cuenta que cada flor fertilizada produce 12,000 diminutas semillas.

## Hábitat
Esta especie de hábito terrestre monopodial se distribuye por el Mediterráneo el sur de Inglaterra y el sur de Alemania. En prados, garrigas, arbustos y bosques. Alcanzan una altura de 40 cm.

## Subespecies

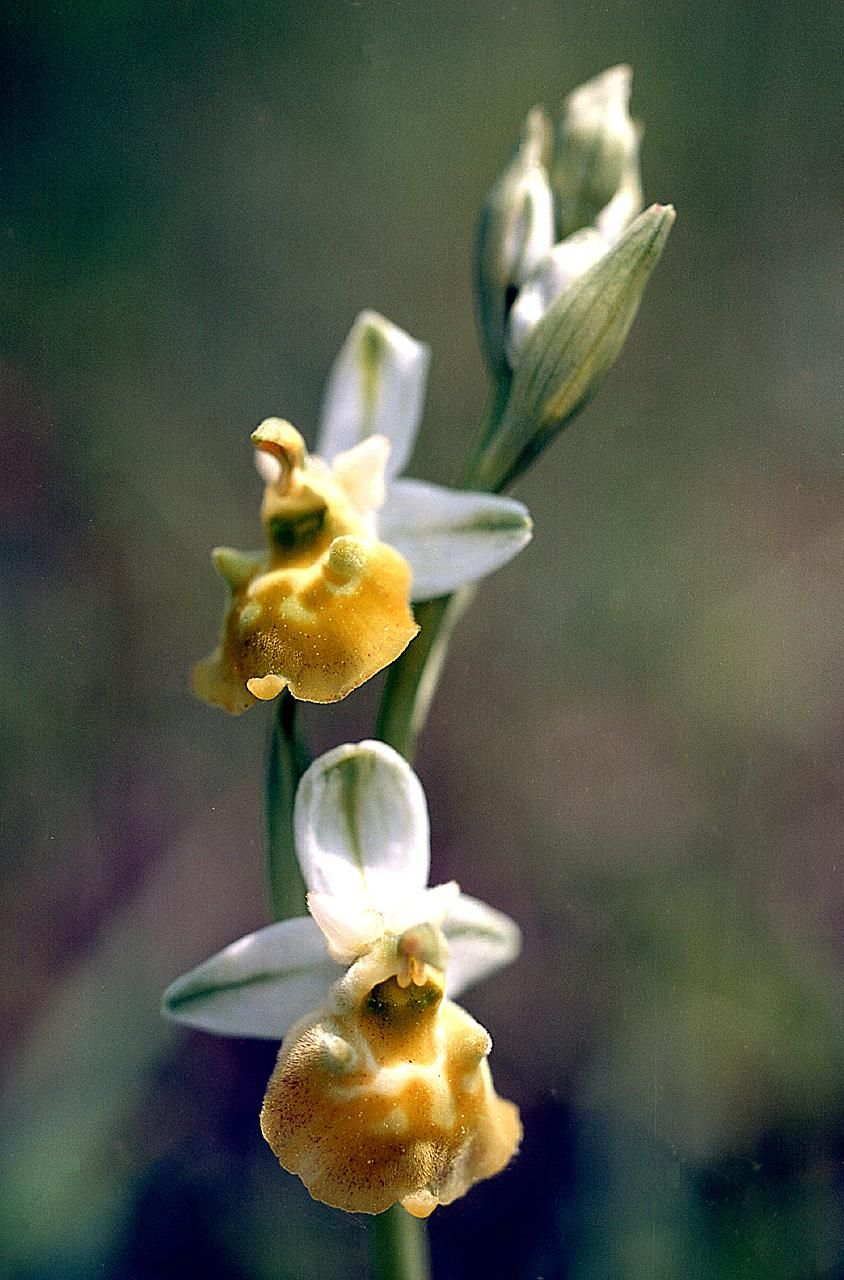
Ophrys holoserica var. alba,
de Saarland (Alemania).

- - Ophrys holoserica ssp. apulica (Región de Apulia, Italia)
  - Ophrys holoserica subsp. bornmuelleri (E. Medit. a N. Irak).
  - Ophrys holoserica subsp. candica (SE. Italia a SW. Turquía).
  - Ophrys holoserica subsp. chestermanii (SW. Cerdeña).
  - Ophrys holoserica subsp. elatior (Francia a S. Alemania).
  - Ophrys holoserica nothosubsp. halicarnassia (Turquía).
  - Ophrys holoserica subsp. holoserica (W. & C. Europa a Medit.)
  - Ophrys holoserica subsp. lacaitae (Sicilia a S. Italia).
  - Ophrys holoserica subsp. maxima (Creta a SW. & S. Turquía, Israel).
  - Ophrys holoserica subsp. oxyrrhynchos (Cerdeña a Sicilia, Italia).
  - Ophrys holoserica subsp. biancae (SE. Sicilia).

## Híbridos naturales
- Ophrys × albertiana (O. apifera × O. holosericea) (Europ).
  - Ophrys × albertiana nothosubsp. albertiana (Europa).
  - Ophrys × albertiana nothosubsp. morellensis (O. apifera × O. holoserica ssp. candica) (Italia)
- Ophrys × aschersonii (O. holosericea × O. sphegodes) (Europa).
- Ophrys × carica (O. ferrum-equinum × O. holosericea) (Turquía).
- Ophrys × chiesesica (O. drumana × O. fuciflora) (Europa)
- Ophrys × devenensis (O. holosericea × O. insectifera) (Europa).
- Ophrys × enobarbia (O. bertolonii × O. fuciflora) (France)
- Ophrys × estacensis (O. fuciflora × O. splendida) (Francia)
- Ophrys × extorris (O. holosericea × O. insectifera × O. sphegodes) (Austria).
- Ophrys × ferruginea (O. fusca × O. holoserica) (Italia).
- Ophrys × gumprechtii (O. bertolonii × O. holosericea ssp. parvimaculata) (Italia).
  - Ophrys × gumprechtii nothosubsp. enobarbia (O. bertolonii × O. holosericea) (Italia).
  - Ophrys × gumprechtii nothosubsp. gumprechtii (Italia).
- Ophrys × maladroxiensis (O. holosericea × O. morisii) (Cerdeña).
  - Ophrys × maladroxiensis nothosubsp. daissiorum (O. holosericea ssp. chestermanii × O. morisii) (Cerdeña)
  - Ophrys × maladroxiensis nothosubsp. maladroxiensis (Cerdeña)
- Ophrys × maremmae (O. holosericea subsp. fuciflora × O. tenthredinifera) (Italia).
- Ophrys × marmarensis (O. holosericea × O. umbilicata) (E. Is. del Egeo).
- Ophrys × monachorum (O. exaltata × O. fuciflora) (Francia)
- Ophrys × montis-leonis (O. arachniformis × O. fuciflora ssp. fuciflora) (Francia)
- Ophrys × obscura (O. fuciflora ssp. fuciflora × O. sphegodes) (Francia)
- Ophrys × perspicua (O. holosericea × O. phrygia) (Turquía).
- Ophrys × sivana (O. episcopalis × O. holosericea ssp. candica) (Creta a Turquía).
  - Ophrys × vicina nothosubsp. corriasiana (O. holosericea ssp. chestermanii × O. scolopax ssp. conradiae) (SW. Cerdeña)
- Ophrys × yvonneae (O. holosericea ssp. apulica × O. incubacea) (Italia).

Etimología
Ver: Ophrys, Etimología
Del latín "holoserica"="parecida a araña" refiriéndose a su labelo.

Ophrys se menciona por vez primera en el libro "Historia Natural" de Plinio el Viejo (23-79 AD).

Estas Orquídeas se denominan las "Orquídeas araña" porque el labelo de las flores se asemeja al abdomen de las arañas.
Nombres comunes
- Español: Orquídea araña
- Alemán: Hummel-Ragwurz
- Francés: Ophrys bourdon
- Inglés: Late spider orchid
- Italiano: Ofride di fuco

## Sinonimia
- Orchis holoserica Burm.f. (1770) (Basionymum)
- Ophrys fuciflora (F.W. Schmidt) Moench (1802)